# Monastero di Heidenheim
Il monastero di Heidenheim, dedicato a san Vunibaldo, è un monastero benedettino della città di Heidenheim, in Baviera, fondato dal santo e dalla sorella santa Valpurga nel 752

## Storia

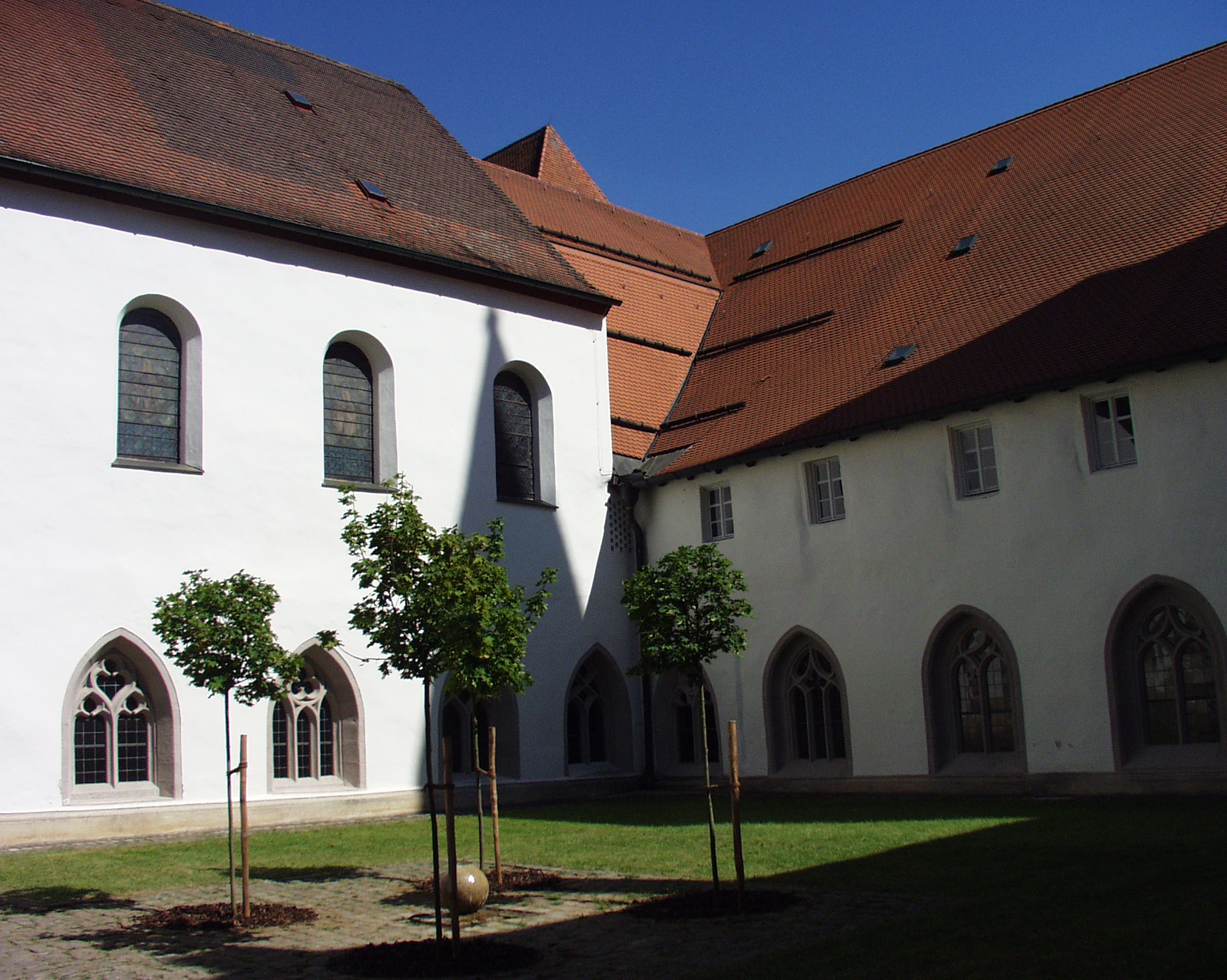
Il monastero di Heidenheim

Fu fondato come monastero benedettino dai fratelli san Vunibaldo e santa Valpurga nel 752, come base missionaria. Vunibaldo ne fu il primo abate ed alla sua morte, avvenuta nel 761, la conduzione del monastero (sia il convento maschile che quello femminile) passò alla sorella Valpurga, che lo condusse come badessa fino alla morte, avvenuta nel 779.
Fino al 790 fu un monastero doppio, poi fino al 1040 venne utilizzato solo da canonici e nel 1155 ridivenne un monastero benedettino.
Dopo che nel 1529 l'ultimo abate di Heidenheim aveva dato le dimissioni e si era sposato, venne introdotto (1533) il culto evangelico e nel 1537, nel corso della riforma protestante, fu chiuso e la cittadina di Heidenheim divenne, prevalentemente, evangelica. Fino al 1805 l'edificio conventuale fu sede di abitazioni ed uffici.
La sua prima struttura in pietra fu consacrata nel 778 ma cent'anni dopo fu costruito un convento nuovo. Un'ulteriore ricostruzione in stile romanico (con chiara influenza della riforma di Hirsau) fu consacrata fra il 1182 ed il 1188: di questa sono rimaste l'aula e la navata. Il coro in stile gotico fu eretto prima del 1363.
Tra i numerosi dipinti funerari sono particolarmente interessanti:
- La tomba di santa Valpurga, risalente ai primi anni del XIV secolo
- La tomba di san Vunibaldo, risalente al 1484
- La doppia lastra di Wiricho e della sua sposa (verso il 1349)